# Totem.cz
Totem.cz neboli Totální emagazín je kulturní server existující od roku 1999, kde je možno volně publikovat příspěvky literární, výtvarné i jiné. Virtuálně sdružuje převážně amatérské nebo začínající autory poezie a prózy, fotografy a malíře, k jeho aktivitám patří organizování pravidelných autorských čtení, která se konají každý měsíc v Praze. Na serveru publikují i autoři, kteří již začali publikovat časopisecky nebo i knižně.
Server klade důraz na absolutní absenci cenzury, dokonce i diskuzní příspěvky, které byly smazány pro svou vulgaritu, či z jiných důvodů, jsou archivovány.  
Provozovatelem serveru je občanské sdružení Loreta. 

## Konkurenční servery
- Písmák
- Literra
- Mezera.org
- Společenství Amatérských Spisovatelů
- Epika